# Radmila Miljanić
Radmila (Miljanić) Petrović (Nikšić, 19 de abril de 1988) é uma handebolista profissional montenegrina, medalhista olímpica.
Radmila Miljanić-Petrović fez parte do elenco da medalha de prata inédita da equipe montenegrina, em Londres 2012.